# Consalvo Ceci
Consalvo Ceci (Andria, 20 febbraio 1894 – Andria, 12 giugno 1948) è stato un politico italiano.

## Biografia
Militare di carriera, Parlamentare italiano e podestà di Andria. Già presidente della Banca di Andria.